# Mushkil Gushá
La historia de Mushkil Gusha, el disipador de todas las dificultades es un cuento que proviene de Irán, donde se transmitía oralmente. Se desconocen sus orígenes exactos y el tiempo en que nació. 

## Origen y etimología
Se desconocen los orígenes exactos de la historia de Mushkil Gusha, se supone que es un cuento muy antiguo de la tradición oral iraní.  
Mushkil Gusha (en persa, مشکل‌گشا) significa "removedor de dificultades".=)

## Sinopsis
La historia cuenta las peripecias de un leñador pobre por cuidar a su hija. Para llevar comida se levanta temprano todos los días para trabajar. En una época de crisis, una voz le habla (Mushkil Gusha, que según el lector puede ser Dios, la Naturaleza...). Siguiendo esta línea, nos encontramos las aventuras separadas del padre, ayudado por la voz, y de la hija, que espera al padre en casa.
Mushkil Gusha presenta los valores de la generosidad y la solidaridad, los cuales son a la vez argumento y enseñanza del cuento.

## Personajes
- El padre, trabajador y entregado a la hija, que oye la voz de Mushkil Gusha en los momentos de debilidad.
- La hija, que encarna la figura en cierto modo caprichosa y en contrapunto con el padre.

## Importancia
Tiene muchas versiones y se ha contado y escrito de muchas maneras, pero todas mantienen el cuerpo principal de la historia y el mismo desarrollo. En algunas tradiciones, como la china (El brocado Zhuang), aparece la figura de la madre junto a la de la hija.[cita requerida]